# 白蘭
白蘭（学名：Michelia x alba），別稱白玉蘭，在華南、西南及东南亚地区生長的常綠原生植物，屬木蘭科含笑屬的乔木，一般可長至10－13米的高度。是由黄玉兰和山含笑自然杂交得到，同屬的還有大約49種植物。其花形似黄葛树（又名黄桷树）芽包，在中国西南地区还有黄葛兰、黄桷兰的别名。
白蘭就是臺灣俗稱的玉蘭花；雖然曾經在植物學的分類上白兰并非玉兰属的植物,但近代透過基因檢測發現白蘭所屬的含笑屬(Michelia)比許多玉蘭屬(Magnolia)的植物更為接近玉蘭。為免將知名度甚高的玉蘭屬分拆,植物學家決定將含笑屬也並入玉蘭屬之中,使白蘭成為玉蘭屬的一員。

## 特征

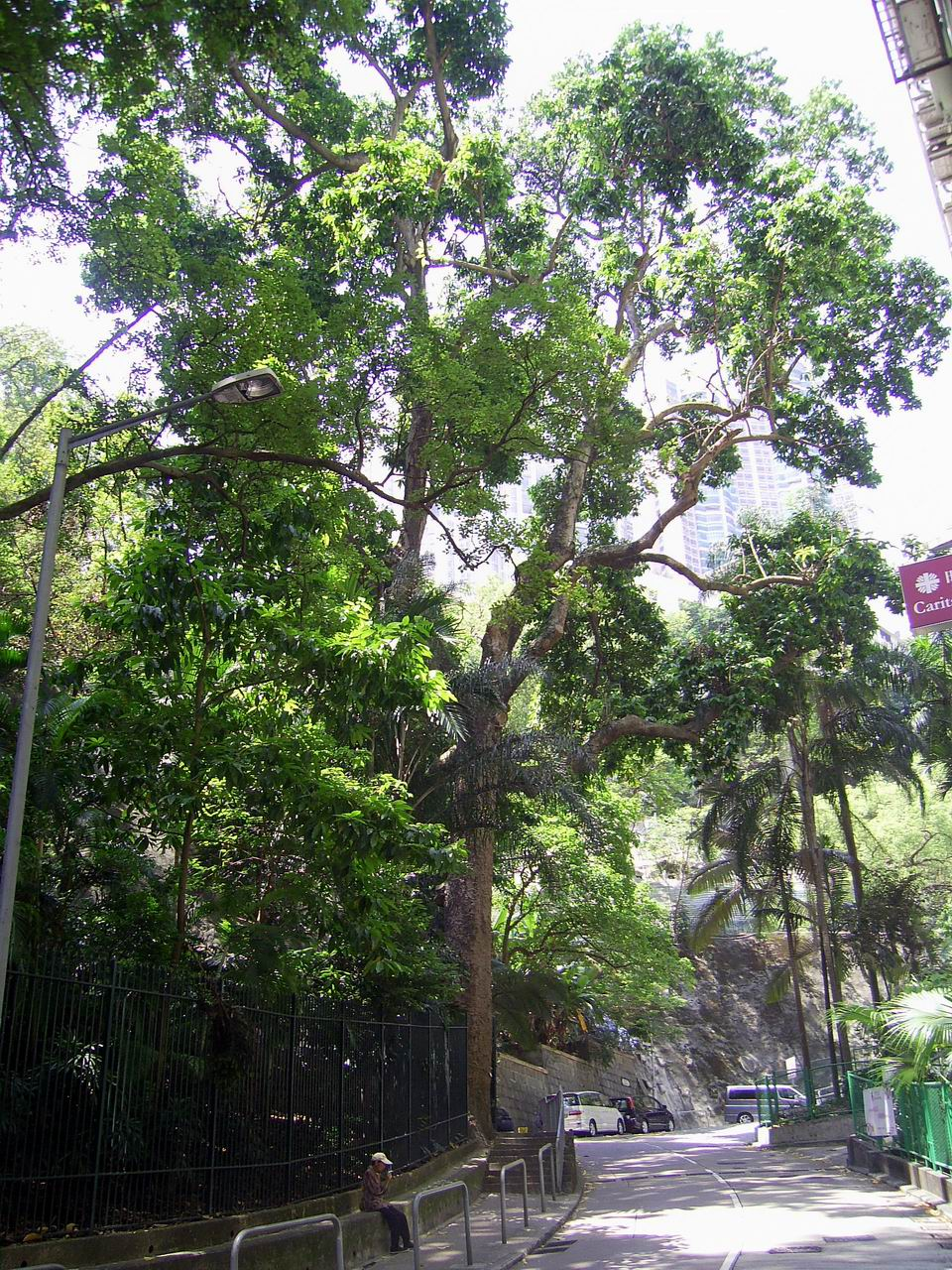
位於香港動植物公園己連拿利入口的白蘭花高達30米

白蘭花的幼枝及芽呈綠色，密披微柔毛。葉淺綠色，互生，長橢圓形而先端較尖，革質，表皮無毛，長約10－20厘米，寬4－9.5厘米，面無毛，底疏生微柔毛。白蘭花一般可開花兩次，第一次在夏季，第二次在秋季，夏季花比較多，花色一般乳白色，披針形花披片10片，長3－4厘米，藥隔伸出成短尖頭，雌蕊群披微柔毛。蓇葖果成熟時紅色，少見結實。

## 種植及用途

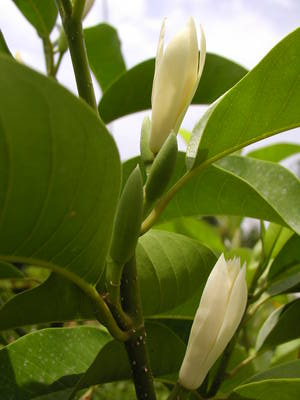

在亞洲，尤其在東南亞與中國的熱帶或亞熱帶地區，白蘭因為有著濃烈的香氣，而成為一種園藝植物並廣泛種植。白蘭還可以壓榨出精油。在中國，白蘭可作為玉蘭茶的原料。在中醫領域，白蘭的花可用來行氣止咳。
可用嫁接或壓條繁殖。
中国南方妇女常摘取花朵来佩戴在身，也可提取香精或熏茶；在云南等地它还被俗称为“缅桂花”。
臺灣玉蘭花的最大產地在屏東縣高樹鄉，其次為鹽埔鄉。在臺灣，在絡繹不絕的車道上向駕駛兜售「玉蘭花」（臺灣慣稱白蘭為「玉蘭花」或「香花」）的賣花人，為臺灣街頭常景（有賣花阿婆、賣花阿伯、賣花郎、賣花女）。

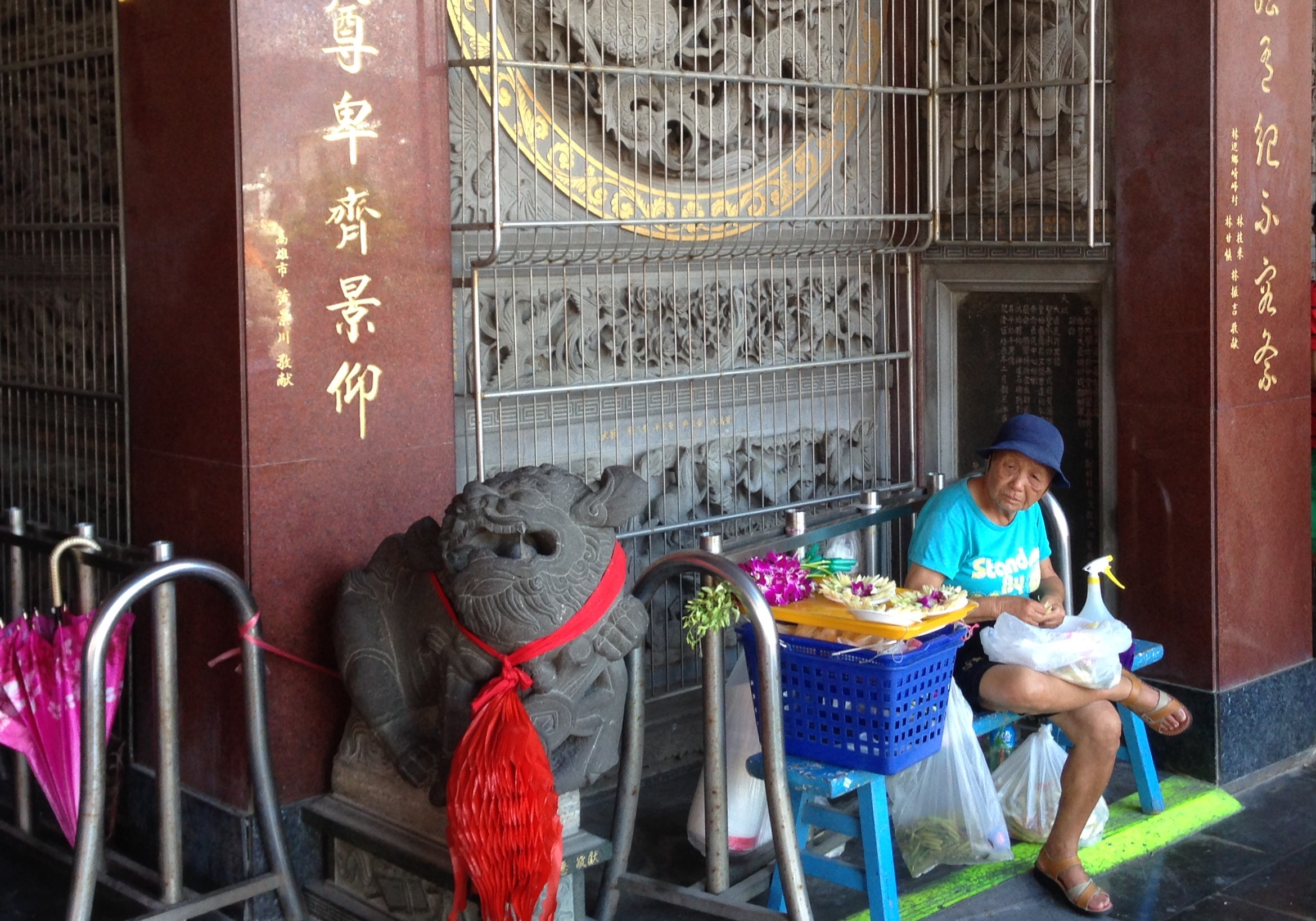
玉蘭花小販，攝於車城福安宮。

在热带、南亚热带和中亚热带地区的佛教寺庙中常种植白蘭用作花供。

## 書籍
- 《香港古樹名木》，邢福武、丘國賢 主編，天地圖書，ISBN 978-988-211-585-9

## 外部連結
- .   [2016-03-12]. （原始内容存档于2019-03-13）.
- 图片